# Paardenmelkerij

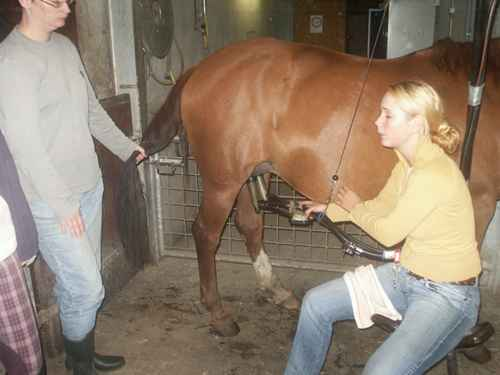
Merrie die gemolken wordt met een melkmachine

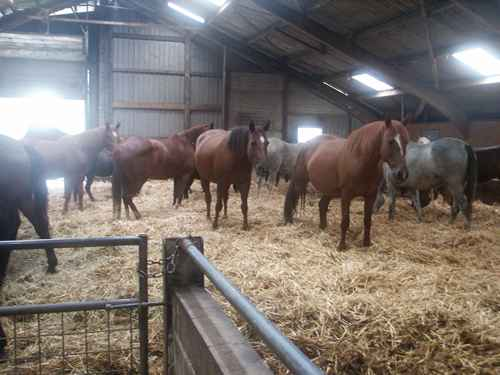
Loopstal met merries

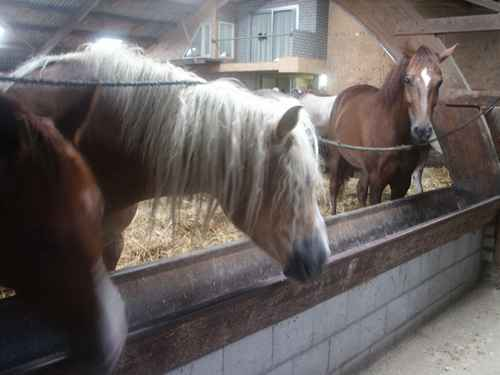
Merries bij voerbak

Op een paardenmelkerij wordt melk van paarden geproduceerd. De paardenmelk wordt geproduceerd door lacterende merries. Merries geven alleen melk als zij een veulen hebben.
De procedure is in Nederland als volgt: 

de merries en de veulens staan in gescheiden loopstallen; ze kunnen elkaar wel zien, ruiken en horen. Wanneer voldoende tijd verstreken is, opdat de uiers weer vol zijn worden de merries een voor een toegelaten tot de melkplaats. Lokkertje daarbij is het krachtvoer, dat in de voerbak voor hen klaarligt. Nadat alle merries gemolken zijn worden de poorten tussen beide loopstallen opengezet en kunnen de veulens een aantal uren bij de merries om te drinken.
In Mongolië bestaat een lange traditie van paardenmelken. De procedure is daar ietwat anders. De veulens staan de hele dag aangebonden aan een lange lijn. De merries mogen eerst even bij de veulens staan, zodat de veulens kunnen drinken en de merrie een vertrouwd gevoel krijgt. Vervolgens worden de merries handmatig nagemolken door vrouwelijke leden van de familie die de paarden bezit.
In Centraal Azië wordt van paardenmelk een mousserende licht alcoholische drank gemaakt. Deze drank (arak of koemis) is erg geliefd en wordt 's zomers in grote hoeveelheden gedronken door de leden van de nomadische stammen die in hun levensbehoeften voorzien door middel van veeteelt.